# Тромбкі-Мале (Поморське воєводство)
Тромбкі-Мале (пол. Trąbki Małe, нім. Klein Trampken) — село в Польщі, у гміні Тромбки-Великі Ґданського повіту Поморського воєводства.
Населення — 289 осіб (2011).
У 1975-1998 роках село належало до Гданського воєводства.

## Демографія
Демографічна структура станом на 31 березня 2011 року:
|          | Загалом | Допрацездатний вік | Працездатний вік | Постпрацездатний вік |
| -------- | ------- | ------------------ | ---------------- | -------------------- |
| Чоловіки | 141     | 42                 | 93               | 6                    |
| Жінки    | 148     | 39                 | 94               | 15                   |
| Разом    | 289     | 81                 | 187              | 21                   |